# Prolinognathus caviaecapensis
Prolinognathus caviaecapensis – gatunek wszy należący do rodziny Linognathidae, pasożytujący na góralku skalnym (Procavia capensis). Powoduje chorobę wszawicę.
Samica długości 2,25 mm. Są silnie spłaszczone grzbietowo-brzusznie. Samica składa jaja zwane gnidami, które są mocowane specjalnym „cementem” u nasady włosa. Rozwój osobniczy trwa po wykluciu się z jaja około 14 dni.
Pasożytuje na skórze owłosionej, głównie na powłokach brzusznych, głowie, szyi i okolicach nasady ogona. W przypadku silnego opadnięcia może występować na całym ciele. Występuje na terenie Afryki.